# 2014 en Palestine
Chronologie de la Palestine
- 2010
- 2011
- 2012
- 2013
- 2014
- 2015
- 2016
- 2017
- 2018

Cette page concerne les évènements survenus en 2014 en Palestine :

## Évènements
- Blocus de la bande de Gaza, en cours depuis 2007.
- Vague de violence israélo-palestinienne de 2015-2017
- Négociations de paix israélo-palestiniennes de 2013-2014 (en)
- 10 mars : Meurtre de Raed Zeiter (en) par des soldats israéliens.
- 23 avril : Accords entre le Fatah-Hamas (en)
- 1er juillet : Bushra al-Tawil (en), journaliste palestinienne et militante des droits des prisonniers, est arrêtée par les autorités israéliennes et placée en détention administrative[1].
- 2 juillet :  Assassinat de Mohammed Abou Khdeir, suivi de plusieurs jours d'émeutes à Shu'fat (Jérusalem-Est)[2].
- 8 juillet :  Début de l'opération «Bordure protectrice », au cours de laquelle l'armée israélienne envoie des soldats dans la bande de Gaza.
- 19 juillet : Bataille de Shuja'iyya
- 22 octobre :  Attaque à la voiture bélier à Jérusalem

## Sport
- Première Ligue de Cisjordanie 2013-2014 (en) (football)
- Première Ligue de Cisjordanie 2014-2015 (en) (football)
- Coupe de Palestine 2013-2014 (en) (football)
- Coupe de Palestine 2014-2015 (en) (football)

## Créations
- Gouvernement palestinien d'union nationale
- Roots – Judur – Shorashim (en)
- Université Israa (en) (rasée par Tsahal en 2024)

## Dissolution
- Second gouvernement Hamdallah (en)

## Sortie de films
- Les 18 Fugitives
- Girafada